# Met Gala
Die Met Gala, offiziell „Costume Institute Gala“, ist eine Benefizveranstaltung für das Metropolitan Museum of Art, welches durch die Spenden seine Kostümsammlung weiter erhält. Sie findet jährlich in New York am ersten Maimontag zur Eröffnung einer neuen Modeausstellung unter einem passenden Motto statt und wird von der US-amerikanischen Mode-Zeitschrift Vogue organisiert. Zu den Gästen zählen Designer, Influencer und Stars diverser Branchen.

## Geschichte
Die Met Gala wurde 1948 von Eleanor Lambert als Abendessen für finanzielle Unterstützer des Kunstmuseums ins Leben gerufen. Sie fand an diversen Veranstaltungsorten statt, unter anderem dem Waldorf Astoria New York, dem Central Park und dem Rockefeller Center. Karten kosteten damals 50 $.
1972 wurde Vogue-Chef-Redakteurin Diana Vreeland Vorsitzende des Veranstaltungskomitees und sorgte für einige Änderungen. So wird die Met Gala seit 1973 im Museum selbst durchgeführt und unter ihrer Leitung wurden die jährlichen Mottos eingeführt. 1995 wurde Vreeland von Anna Wintour als Vorsitzende abgelöst.
In den Jahren 2000 und 2002 wurde die Met Gala nicht ausgetragen. Ebenso im Jahr 2020 aufgrund der COVID-19-Pandemie, stattdessen wurde ein Livestream ausgestrahlt. 2021 fand sie wieder statt, allerdings erst im September statt im Mai wegen der anhaltenden Pandemie-Beschränkungen.

## Heutzutage
Die Einnahmen aus dem Kartenverkauf, wobei die Kosten von ca. 30.000 $ für eine Einzelkarte bis zu 275.000 $ für einen ganzen Tisch reichen, gehen ausschließlich an das „Costume Institute“ des Museums. So kamen 2019 etwa 19 Millionen US-Dollar zusammen. Häufig werden die Prominenten von Designern oder Marken an deren Tische eingeladen. Die Ankunft über den roten Teppich kann über einen Livestream verfolgt werden, während die eigentliche Veranstaltung unter Ausschluss der Öffentlichkeit stattfindet und für die rund 600 Gäste eine „No-Phone“-Regel gilt. Anna Wintour erstellt sowohl die Gästeliste, welche bis zu Beginn der Veranstaltung unter Verschluss gehalten wird, als auch die Sitzordnung. Zudem begutachtet sie alle von den Gästen getragenen Kleider.

### Themen
Die Met Gala findet jedes Jahr unter einem Thema, welches zur aktuellen Museumsausstellung passt, statt. Diese sind für die Gäste nicht verpflichtend, jedoch wird das Befolgen empfohlen. Die Jahre 2021 und 2022 gehörten thematisch zusammen. So fand die Gala 2021 unter dem Motto „In America: A Lexicon of Fashion“ und 2022 unter „In America: An Anthology of Fashion“ statt.

### Kontroversen
Das Thema „Heavenly Bodies: Fashion & The Catholic Imagination“ aus dem Jahr 2018 stand aufgrund der Beschränkung auf den Katholizismus in der Kritik. So empörten sich etwa Religionsangehörige über die Themenwahl, während andere die Wahl aufgrund der Beschränkung auf den katholischen Glauben und den Ausschluss anderer Religionen kritisierten. Der Vatikan selbst lieh jedoch mehr als 40 Stücke für die zugehörige Ausstellung.
2022 geriet Kim Kardashian in die Kritik, da sie auf dem roten Teppich ein Originalkleid von Marilyn Monroe trug, welches diese 1962 anhatte, als sie Präsident John F. Kennedy „Happy Birthday, Mr. President“ zum Geburtstag vorsang. Empörung entstand, da auf Fotos, die nach der Veranstaltung veröffentlicht wurden, Schäden am Kleid zu sehen waren. Zudem war das Kleid für Monroe maßgeschneidert worden, so kam die Frage auf, ob überhaupt ein anderer als Monroe selbst das Kleid tragen dürfe.
Auch das Thema aus dem Jahr 2023 „Karl Lagerfeld: A Line of Beauty“ stand aufgrund mehrerer kontroverser Äußerungen des Designers in der Kritik, unter anderem bezüglich der Ehe für alle und der deutschen Flüchtlingspolitik unter der damaligen Bundeskanzlerin Angela Merkel.